# Simiti

Localização do município de Santa Catalina no departamento de Bolívar

Simiti é um município do departamento de Bolívar, na Colômbia.